# Henryk Dubaniewicz

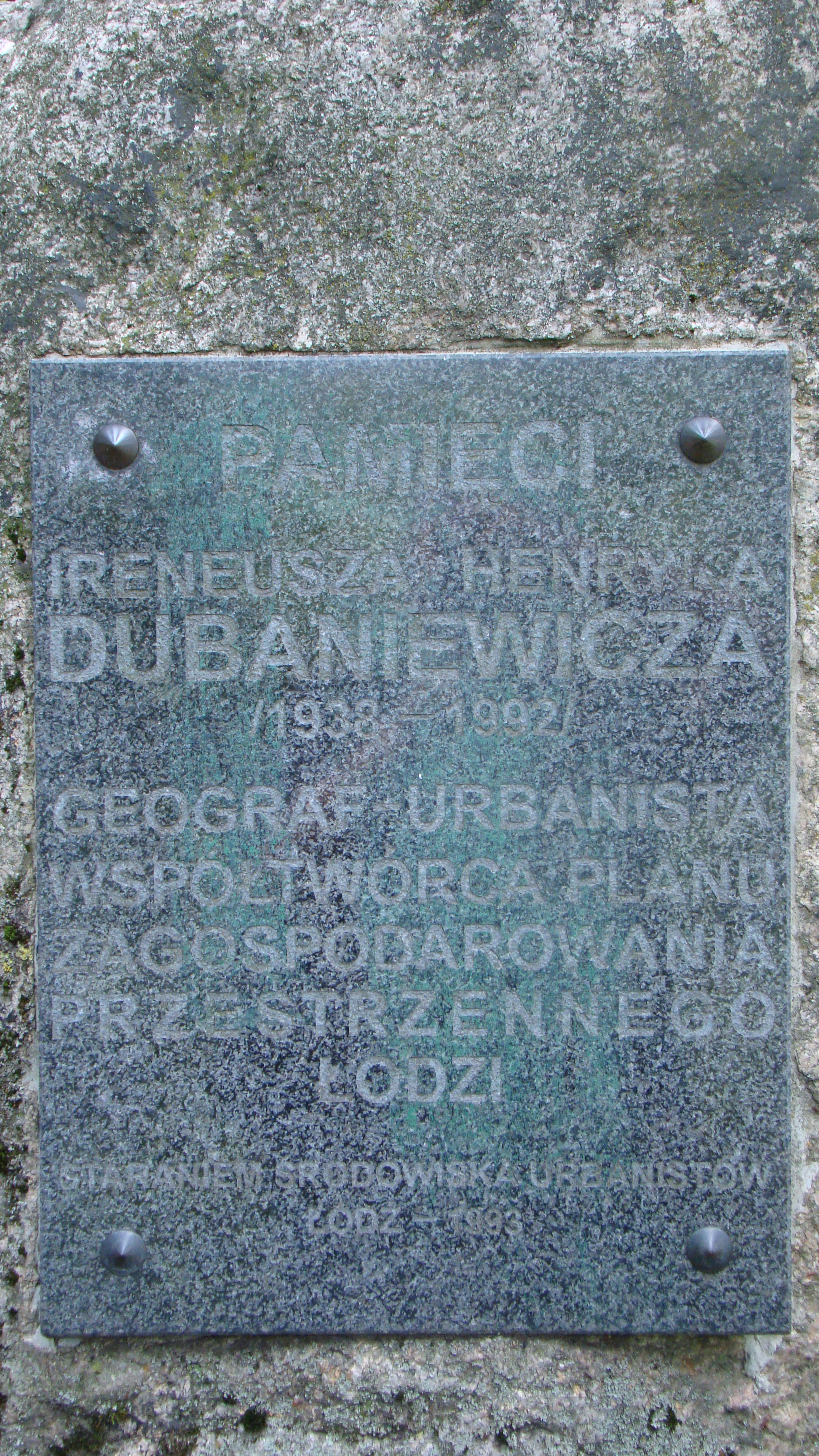
Tablica upamiętniająca Ireneusza Henryka Dubaniewicza. Park na Zdrowiu, Łódź

Henryk Dubaniewicz, właśc. Ireneusz Henryk Dubaniewicz (ur. 28 czerwca 1938 w Łodzi, zm. 27 marca 1992, tamże) – polski geograf, urbanista, autor miejscowych planów zagospodarowania przestrzennego dla Łodzi.

## Życiorys
W 1961 został magistrem geografii na Uniwersytecie Łódzkim, w 1965 ukończył studia na Politechnice Warszawskiej. W 1971 uzyskał stopień doktora na UŁ. W latach 1961–1962 pracował jako lektor klimatologiczny w Planetarium Śląskim w Chorzowie. Następnie jako ekonomista Działu Lokalizacji i Założeń Projektowym Dyrekcji Budowy Osiedli Robotniczych w Łodzi w latach 1962–1963. Od 1963 pracował jako adiunkt, a następnie w latach 1974–1982 kierownik Zakładu Meteorologii, Klimatologii i Hydrologii Instytutu Geografii Fizycznej i Kształtowania Środowiska na UŁ oraz od 1979 organizator i kierownik Podyplomowego Studium Kształtowania i Ochrony Środowiska. Od 1980 był również rzeczoznawcą, a od 1983 oraz członkiem Komisji Kwalifikacyjnej Rzeczoznawców Towarzystwa Urbanistów Polskich. Był również członkiem Komisji Fizycznej Atmosfery Komitetu Geofizyki PAN w latach 1979–1981 oraz Komitetu Meteorologii i Fizyki Atmosfery PAN w 1984.
Był członkiem rady naukowej przy Prezydium WRN w Łodzi w latach 1973–1975 oraz przy Wojewodzie Piotrkowskim w latach 1976–1980. Był również członkiem Sekcji Meteorologii przy Radzie Naukowej Instytutu Meteorologii i Gospodarki Wodnej w latach 1979–1982, a także od 1963 członkiem Polskiego Towarzystwa Geofizycznego, w ramach którego w latach 1969–1976 był sekretarzem, a następnie od 1977 członkiem zarządu oddziału łódzkiego, W 1964 został członkiem Polskiego Towarzystwa Geograficznego, którego w latach 1972–1975 był wiceprzewodniczącym, a następnie do 1978 członkiem zarządu oddziału łódzkiego, a od 1984 wiceprzewodniczącym Głównej Komisji Rewizyjnej. W 1968 został członkiem Oddziału łódzkiego Towarzystwa Urbanistów Polskich, którego w latach 1979–1979 był wiceprezesem, a następnie prezesem. Był członkiem Niezależnego Samorządnego Związku Zawodowego „Solidarność”, z ramienia którego w 1991 bezskutecznie kandydował w wyborach do sejmu.
Redagował wydawnictwa geograficzne Uniwersytetu Łódzkiego.

### Życie prywatne
Dubaniewicz miał żonę i córkę.
Został pochowany w części rzymskokatolickiej Starego Cmentarza w Łodzi.

## Upamiętnienie
- w Łodzi w 1994 imieniem Henryka Dubaniewicza nazwano powstały w 1964 tzw. Skwer Młodości[4].
- w Parku na Zdrowiu w Łodzi pomiędzy terenem dawnego lunaparku a ul. Konstantynowską znajduje się kamień upamiętniający Ireneusza Henryka Dubaniewicza[11].

## Odznaczenia
- Srebrny Krzyż Zasługi (1977)[12]

## Publikacje
- Zróżnicowanie klimatyczne województwa łódzkiego (1971)[13],
- Klimat województwa łódzkiego (1974)[14],
- Ocena tendencji zmian stanu czystości rzek Polski środkowej metodą współczynnika Wz (1986)[15],
- Przewodnik metodyczny i organizacyjny (1988)[16],
- Biometeorologia turystyki: wybrane zagadnienia z biometeorologii człowieka. Cz. 1 (1988)[17],
- Biometeorologia turystyki: wybrane zagadnienia z biometeorologii człowieka. Cz. 2 (1989)[18].